# Constance của York
Constance của York (k. 1375 – 28 tháng 11 năm 1416) là con gái duy nhất của Edmund xứ Langley và Isabel của Castilla, con gái của Pedro I của Castilla và người tình yêu dấu María de Padilla.